# Christuskirche (Halsbek)
Die Christuskirche ist die evangelische Kirche von Halsbek, einem Ortsteil von Westerstede im niedersächsischen Landkreis Ammerland. Als Filial der Petrigemeinde von Westerstede gehört sie der Evangelisch-Lutherischen Kirche in Oldenburg an.
Die Grundsteinlegung zur Christuskirche in Halsbek erfolgte am 30. August 1958, die Kirchenweihe wurde am 10. Mai 1959 vollzogen, die Einweihung des nachträglich angefügten Glockenturms folgte am 25. Oktober 1981. In Anlehnung an regionale Bautradition wurde die Kirche in Backstein als Saalkirche mit weit heruntergezogenem Walmdach errichtet, besetzt mit einem Dachreiter. Den Kirchenraum beherrscht das von Georg Schmidt-Westerstede, entworfene und ausgeführte Mosaik der Altarwand mit der Darstellung der Majestas Domini in der Mandorla.
Die Orgel der Kirche wurde 1960 von der Fa. Alfred Führer in Wilhelmshaven erbaut, die Bronzeglocken wurden von der Karlsruher Glocken- und Kunstgießerei gegossen.